# Disney+
Disney+ (uttalat "Disney plus") är en streamingtjänst ägd av Walt Disney Company som erbjuder filmer, serier, sport och barninnehåll via video on demand till en fast månadskostnad.
Tjänsten hade 118 miljoner globala prenumeranter från och med oktober 2021.

Tillgängligt
Planerad lansering
Tillgänglig som Disney+ Hotstar

## Historik
Tjänsten presenterades fredagen den 12 april 2019 och lanserades 12 november 2019 i USA. Videoinnehållet kommer från Disney, Pixar, Marvel, Lucasfilm, National Geographic samt 20th Century Studios. Tjänsten hade i april 2020 50 miljoner prenumeranter. Den 4 augusti 2020 hade tjänsten 60,5 miljoner prenumeranter. Ett knappt år efter premiären i USA lanserades tjänsten i Sverige den 15 september 2020. I samband med lanseringen i Sverige så kom endast innehåll från Disney, Pixar, Marvel, Lucasfilm med Star Wars, National Geographic vara tillgängligt, då allt innehåll från 20th Century Studios inte var tillgängligt, bland annat Family Guy. Den 23 februari 2021 lanserades Star, en ny avdelning som riktar sig till en äldre publik med filmer och tv-serier, som i huvudsakligen hämtas från Hulu. I samband med lanseringen av Star höjdes abonnemangskostnaden från 69 kronor i månaden till 89 kronor i månaden.

## Innehåll
Tjänsten bygger på innehåll från Disneys främsta underhållningsstudior och film- och TV-bibliotek, inklusive Walt Disney Pictures, Walt Disney Animation Studios, Pixar, Disneynature, Lucasfilm, Saban Entertainment, Marvel Studios, National Geographic och utvalda filmer från 20th Century Studios, Hollywood Pictures, Searchlight Pictures och Touchstone Pictures.